# Wallis és Futuna
Wallis és Futuna Franciaország tengerentúli területe a Csendes-óceán nyugati részén a Fidzsi-szigetek és Szamoa között.

## Földrajz
Két vulkáni eredetű, egymástól 190 kilométerre fekvő szigetcsoportból áll, a Wallis-szigetekből, amelyet a Wallis- vagy Uvéa-sziget és a környező 22 apró sziget alkot, valamint a Horn-szigetekből amelynek két tagja maga a Futuna-sziget és a lakatlan Alofi-sziget. Legmagasabb pont: Mont Singavi, 765 m

## Klíma
A szigeteken a trópusi éghajlat uralkodik, mely általában 25-30 °C között van. November és április között forróság, eső; május és október között a hideg jellemző.
Az évi csapadékmennyiség 3000 mm körül van. A páratartalom 80%-os.

## Történelem
A szigeteket a hollandok fedezték fel a 17. században. 1837-ben misszionárius katolikus hitre térítette az őslakosokat. 1887. április 5-én Wallis sziget egy szerződés értelmében francia protektorátus, majd 1888-ban Új-Kaledónia része lett.
A terület érdekessége, hogy a francia igazgatás elismeri a területen működő három helyi királyságot (`Uvea, Sigave, Tu`a), s a polgári bírósági ügyekben a hagyományos királyságok jogintézményei döntenek.

## Gazdaság
A mezőgazdaság (manióka, jamsz, kókuszdió, banán) még a belső igényeket sem tudja kielégíteni. További megélhetési forrás az állattartás (leginkább sertéstenyésztés) és a tengeri halászat. Nagyarányú az elvándorlás Új-Kaledónia és Vanuatu szigetére. Jelentős bevételei származnak az anyaország támogatásaiból, illetve a japánok és a dél-koreaiak számára adott halászati jogokból.

## Lakosság
| 2013 | 12 197 |
| 2018 | 11 558 |

A terület lakossága szinte teljes egészében helyi őslakos.
A lakosság 67%-a él Wallis szigetén, a másik része pedig Futunán. A többség polinéz.
A lakosság 98%-a római katolikus vallású.
A lakosság alig 10%-a francia anyanyelvű, de 80% beszél franciául. A területen a francia mellett hivatalos a két fő helyi nyelv is, a wallisi és a futunai, mindkettő polinéz nyelv.

## Közlekedés
- Közutak hossza: 120 km
- Repülőterek száma: 1
- Kikötők száma: 2

## Telekommunikáció
| Hívójel prefix | FW |
| ITU zóna       | 63 |
| CQ zóna        | 32 |